# Kritická geopolitika
Kritická geopolitika se řadí mezi moderní pluralistické, geopolitické školy a teorie. Kritická geopolitika je směr politické geografie. Na rozdíl od klasických přístupů se kritická geopolitika snaží poukazovat na problémy, které způsobuje sama geopolitika a které přináší do mezinárodních vztahů.
Představiteli jsou Richard Ashley (odmítá universalismus mezinárodních vztahů, zdůrazňuje jedinečnost jednotlivin), Simon Dalby a hlavně Gearóid Ó Tuathail (Gerard Toal). Ó Tuathail se snaží ukazovat na nebezpečí geopolitiky, která není pouze vědou, ale hlavně metodou, která dává vládcům ospravedlnění organizovat, okupovat a spravovat prostor. Zjednodušeně řečeno, teoretikové se všemožně snažili své teorie přivést do praxe a právě v tomto je geopolitika problematickou vědeckou disciplínou.
Mackinderovy názory, rozdělení světa a vztahy mezi oblastmi hodnotí jako „racionalistický pohled imperialisty, který chce eliminovat nejasnost, nahodilost a chaos mezinárodních vztahů“. Kritickou geopolitiku vidí spíše jako snahu o změnu v uvažování, o změnu metod a o zabránění zjednodušujícím tendencím klasické geopolitiky. Dále se ve svých pracích pokouší vyhýbat národnímu subjektivismu a zařadit se tak svým „nadnárodním“ úhlem pohledu do metodického přístupu, který vyžaduje současná geopolitika.

## Richard Ashley
Richard Ashley o sobě dal vědět již na počátku 80. let, kdy začal vést polemiku s neorealisty a neorealistickou školou. Ve druhé polovině 80. let přišel s teorií tzv. disidentních mezinárodních vztahů. Projekt, jenž nepoužívá pro mezinárodní vztahy jazyk a pojmosloví univerzalismu. Kritická geopolitika se snaží klást důraz na jedinečnost a originalitu, snaží se přirovnat svojí geopolitiku k činnosti disidenta. Disident se musí vzdát svých subjektivních, normativních soudů a názorů o globalizovaném světě a musí „zpřetrhat“ pouta se všemi a vším (s vlastní zemí, se svým pohlavím, jazykem a stát se pouze suverénní individualitou, která bude schopná objektivně zkoumat mezinárodní vztahy).

### Disidenství v mezinárodních vztazích
Mezinárodní vztahy jsou, dle jednotlivých autorů, kteří se hlásí k teorii disidentství v mezinárodních vztazích, nelineární, neurčité, nejisté, chaotické a bez řádu, téměř až anarchické, zatímco teorie mezinárodních vztahů běžně pracuje s rigidními kategoriemi, s jasně definovanými pojmy, se stejnými hodnotami a s jasně určenými entitami, které jsou ohraničené. Realita je dle jejich názoru pouze „deteritorializovaná“, to jsou místa, kde nejsou jasné identity jedince ani společnosti a o významu se vždy pochybuje. Cílem disidentních mezinárodních vztahů je „problematizovat teritorium globálního politického života a hranice vytvářející působení moderního diskursu, který odděluje subjekt od objektu, racionalitu od iracionality, vnitřek od vnějšku, a logiku historie podrobit skeptickému pochybování“.
Richard Ashley se disidentstvím zabývá například ve své knížce Speaking the Language of Exile: Dissident Thought in International Studies.

## Simon Dalby
Na teorii disidentních mezinárodních vztahů navazuje americký politický geograf Simon Dalby. Disidentní mezinárodní vztahy jsou podle jeho názoru „odlišnostní, heterogonostní“, která se odráží v koncepci terminologie kritické geopolitiky jako např. „jinaká“ osoba, „jiná“ skupina, „jiná“ kultura, rasa, národnost či politický systém, které se dostávají do kontrastu s pojmy jako „moje“ osoba, „naše“ skupina, „naše“ rasa atd. Specifikování rozdílnosti a jinakosti je podle Dalbyho názoru konstrukcí prostoru, do něhož se tato jinakost, nebo lépe odlišnost odsouvá, přičemž osoba, která specifikuje rozdílnost, je umístěna ve výhodnější pozici než jinakost, která se stává něčím podřadnějším.
Terminologie jinakosti je spojena s „vyloučením“ a vyloučení má podle Dalbyho názoru vždy prostorovou dimenzi. Vyloučení jinakosti a přijetí stejnosti autor považuje za „nezbytný geopolitický moment“ neboli za „základní proces geopolitiky“, přičemž oba procesy (vyloučení a přijetí) se navzájem doplňují. Z geopolitického hlediska znamenají tyto procesy rozdělování území mezi jinakost a stejnost. Jinakost je podle jeho názoru vnímána jako rozdílná až přímo nepřátelská; „my jsme stejní co do národnosti, jazyka a kultury, zatímco oni pro nás znamenají hrozbu“. Proces vytváření identity a rozdílnosti je tedy procesem geopolitickým, neboť má vždy prostorový rozměr.
Simon Dalby se kritickou geopolitikou zabývá například ve Writing critical geopolitics: Campbell, Ó Tuathail, Reynolds and disident skepticism.

## Gerard O'Tuathail (Gerard Toal)
Gearóid O'Tuathail patří k nejvýznamnějším představitelům kritické, postmoderní geopolitiky. Tento profesor mezinárodních vztahů se zaměřuje na kritiku klasické geopolitiky z postmodernistické pozice. Klasická geopolitika dle jeho názoru není nevinnou vědou, nýbrž metodou, která dává vládcům ospravedlnění organizovat, okupovat a spravovat prostor. Geografické poznatky vždy spíše sloužily k tomu, aby se vládci seznamovali s objektem svého vládnutí a mohli jej efektivně spravovat. O'Tuathail zastává názor, že i dnes je boj o vlastnictví, ovládání a možnost spravovat prostor neoddělitelnou součástí světové politiky.
Profesor O'Tuathail se snaží vysvětlovat nebezpečí klasické geopolitiky v tom, že například v Čečensku, v Kurdistánu či ve Východním Timoru se jurisdikce centralizovaných národních států ze všech sil snaží eliminovat, nebo přesunout rozdílnost na okraj společnosti. Idealizované mapy z centra se dle něho střetávají s aktivně prožívanou geografií na periferii, což má za následek kulturní konflikty, války a přesuny lidí. Gearóid O'Tuathail dále mluví o ohromném počtu uprchlíků, kteří utekli ze svých domovů v důsledku centralizovaného pojetí světa, které dle jeho názoru způsobili například etnické čistky ve Rwandě nebo na Balkáně, že v důsledku etnických válek na Kavkaze, represí v Turecku či v Iráku došlo k ohromným ztrátám lidských životů.
Profesor Gearóid O'Tuathail se domnívá, že na začátku 16. století začíná moderní, klasické vidění světa, které negativně kritizuje. Na konci této epochy spatřuje konec církevního základu, na kterém geopolitika stála, a přešlo se na definici státní suverenity. Počátek této epochy se snaží vysvětlit na příkladu ovládnutí Irska Tudorovci. Pro stát Alžběty Tudorovské bylo Irsko novým územím, které mělo být obsazeno lepší zemí. Pro účely dobytí a porobení této oblasti sloužila kartografie, která měla mapovat „divoké a nezkrocené území“. Pod anglickou vládu se měli dostat všechny geografické aspekty země (lesy, jezera, slatiny a hory). Bez kartografických map bylo Irsko pro alžbětinskou administrativu pouze nečitelným prostorem, „dezorientujícím prostorem, jenž ještě nebyl územím“. Cílem Angličanů bylo změnit ovládnuté území na známé teritoriální území Impéria.
Svět je považován za realitu, existující nezávisle na vědomí člověka. Vědomí člověka je od vnější objektivní reality odděleno. Vnímání je proces pasivního přijímání toku informací, které objekty okolního světa vyzařují. Oko pozorovatele je v. klasické geopolitice umístěno v centrálním, od subjektu odděleném, a tedy „neutrálním a objektivním“ bodě, jímž v historii bylo sídlo vlády či královské autority. Vzniká tak jakýsi panoramatický pohled na svět, vycházející z místa sídla moci. Na tomto konceptu vzniká, dle jeho názoru, moderní geografické vědění, které zajišťuje centralizaci a správu země pro expanzivní imperialisty. Koncept subjekt-objekt dává vlastně ospravedlnění expanzivním zemím, protože pokud subjekt je schopen zkoumat okolní objekty, může je také měnit dle svého záměru a ospravedlnění (kolonizace např. Velké Británie, Francie nebo Ruska apod.). Podle tohoto profesora je to „racionalistický pohled imperialisty, který chce eliminovat nejasnost, nahodilost a (barbarský) chaos mezinárodních vztahů“. Kritizuje tedy klasické geopolitiky zato, že vidí svět centralisticky a pouze egoistický pro sebe samého.
Profesor O'Tuathail se domnívá, že postmodernistická geopolitika není pouze snahou několika jednotlivců, ale je aktivní součástí mezinárodních vztahů. Gerard O'Tuathail upozorňuje na problém racionality (racionalita vychází z toho, že všechno jde pochopit rozumem a dle rozumových soudů) a sociálního konstruktivismu (sociální konstruktivismus znamená, že lidské poznání nevzniká v přímém kontaktu smyslů s věcmi, nýbrž že je různě podmíněno našimi kategoriemi a prioritami; při konstrukci sociálního světa hraje velkou roli jazyk, který svět nejen zobrazuje, ale i spoluvytváří), ale především egocentrismu, který je součástí západní společnosti. V západní společnosti určujeme definici pojmu, avšak pokud chceme vědět, co ve skutečnosti geopolitika znamená, tak musíme nejdříve vědět opak pojmu, který definujeme. To znamená, že nemáme zkoumat, co geopolitika je, ale co už není.

## Další představitelé a význam
Dalšími představiteli jsou např. Klaus Dodds nebo John A. Agnew. Jednotliví aktéři mezinárodních vztahů jsou motivovány různými aspekty (geopolitické zájmy, potrestání zlých a podpora dobrých, sféry vlivu, atd.). Tyto metafory a ostrakizace mají, jak upozorňuje Klaus Dodds, svoji heuristickou hodnotu a usnadňují nám orientaci ve spletitém mezinárodním prostředí. Avšak to dle kritických geopolitiků neznamená, že by si jednotliví aktéři mezinárodních vztahů mohli dělat, co chtějí, a na jejich politiku by mělo být pohlíženo nekriticky.
Kritická geopolitika se snaží objevovat zdroje geopolitických tematizací světa a snaží se porozumět rovněž tomu, jakým způsobem tento proces ovlivňuje naše chápání jednotlivých regionů, aktérů ale i celého mezinárodního systému, a jak se tato přesvědčení promítají do samotné zahraničně-politické aktivity jednotlivých národních států, nebo také nadnárodních institucí.